# Walter Minor 12
Walter Minor 12 I-MR byl československý vzduchem chlazený invertní dvanáctiválcový vidlicový motor, který byl poprvé představen světové veřejnosti v Paříži v roce 1938. Byl nabízen od roku 1938 pražskou firmou Akciová společnost Walter, továrna na automobily a letecké motory, Praha XVII – Jinonice. Z hlediska vrtání a zdvihu mu byl nejblíže invertní šestiválcový řadový letecký motor Walter Minor 6 a z hlediska počtu válců Walter Sagitta.

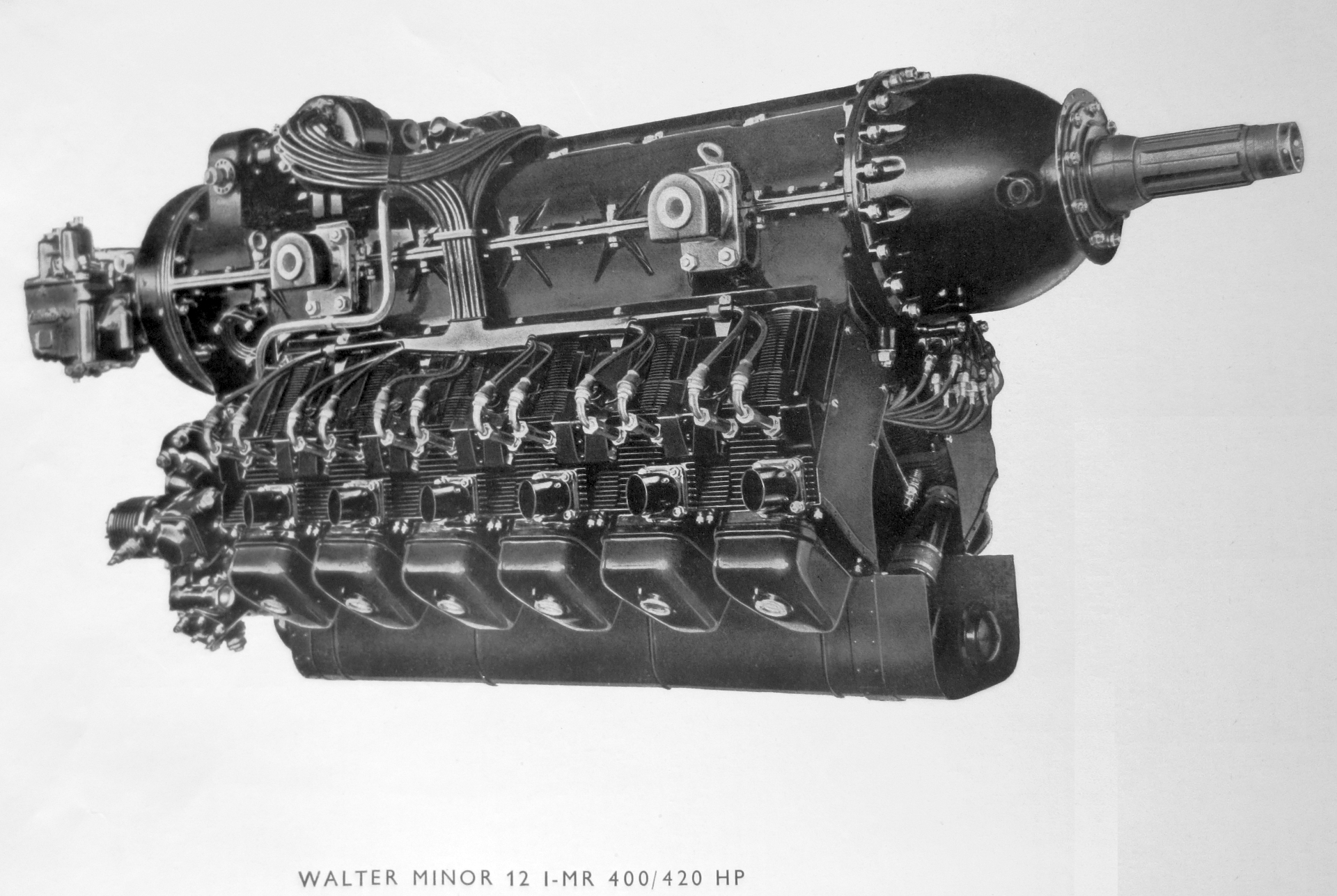
Walter Minor 12 I-MR (2)

## Vznik a užití
Jednalo se společně (s motorem Walter Sagitta) o největší a nejsilnější invertní pístový motor původní konstrukce ing. Františka Adolfa Barvitia, vyráběné mezi světovými válkami v jinonické továrně, byť výkon byl nižší než u Sagitty.
V jinonické továrně Walter mezi světovými válkami byly vyráběny dvanáctiválcové motory ve 3 provedeních. Prvním z nich byl dvanáctiválcový motor do V (1931–1932), který byl použit v automobilech Walter Royal (5879 cm³), v autobusu Walter D-Bus (7354 cm³) a v rychlém a se stejným motorem i v hasičském autě Walter V-12. Druhým, avšak leteckým motorem, byla již zmíněná Walter Sagitta (1937–1940). Právě design Walter Sagitta byl vzorem i pro Walter Minor 12.
Walter Minor 12 I-MR byl předurčen pro vojenská, sportovní a dopravní letadla. Na vývoji se od představení v Paříži 1938 dále pracovalo, protože tabulka vyráběných motorů ve společnosti Walter z roku 1939 uvádí poněkud upravené, vyšší výkony, než tomu bylo v roce 1937, kdy byly zahájeny první zkoušky s tímto motorem. Na Aerosalónu Paříži 1938 budil zaslouženou pozornost světové veřejnosti, svou koncepcí, vysokým specifickým výkonem, nízkou hmotností a minimální čelní plochou. Při konstrukci byla velká péče věnována vyřešení dokonalého chlazení motoru, čemuž napomáhalo i provedení válců s hustými žebry. Motor byl opatřen vysokoobrátkovým kompresorem a palivová směs byla dodávána plně automatickým karburátorem. Homologován byl podle mezinárodních předpisů CINA před komisí ministerstva veřejných prací v lednu roku 1939. V roce 1939 byl ještě vystavován na letecké výstavě v Bruselu v rámci expozice Protektorátu Čechy a Morava.

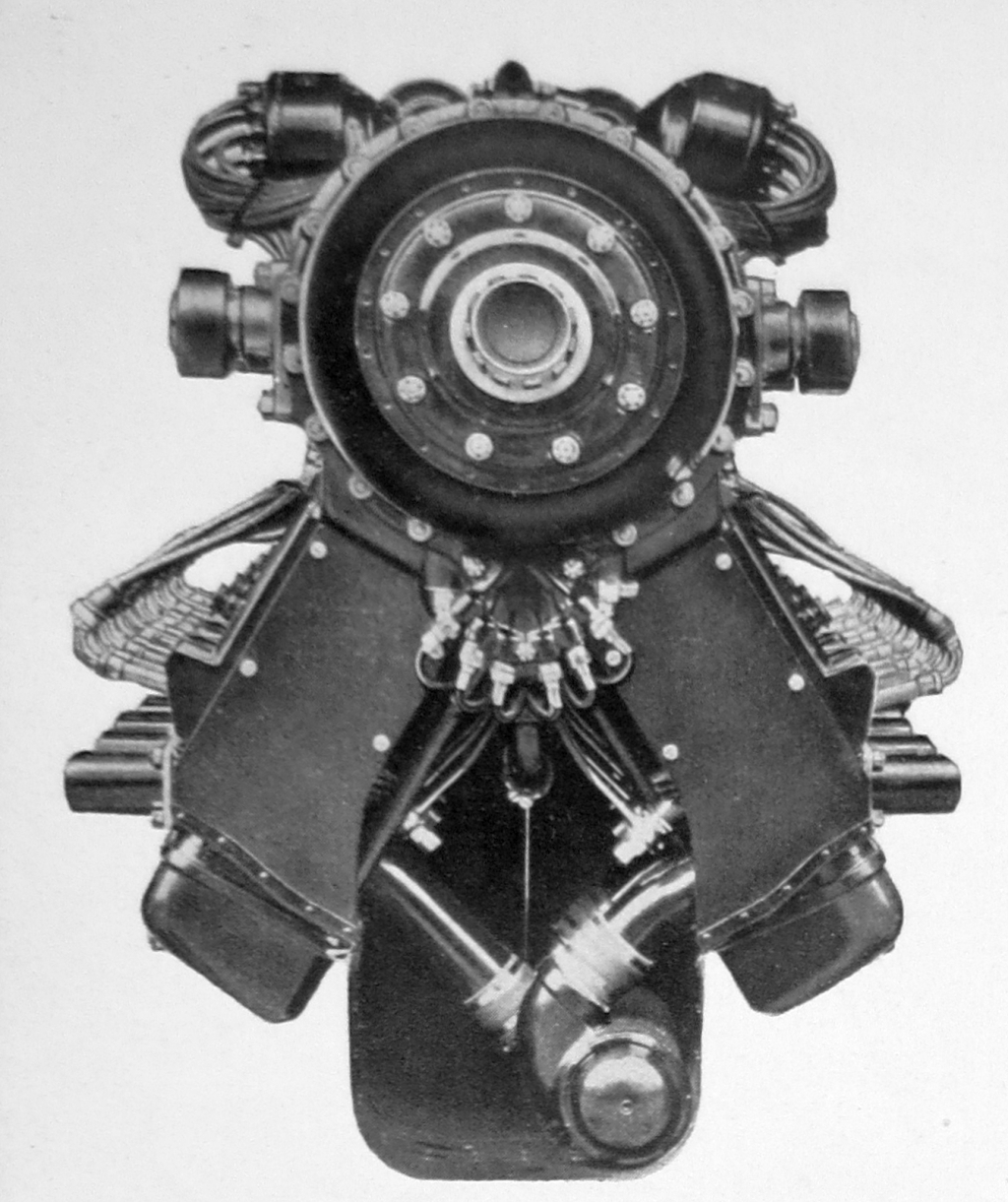
Walter Minor 12 I-MR (3)

Přišel však na trh v naprosto nevhodnou dobu, v předvečer II. světové války, a i proto se již nestačil uplatnit na nějakém novém letounu. Byl uvažován pro projekt polského, třímístného dvoumotorového hydroplánu RWD-22. Projekt byl vytvořen Leszekem Dulębou a Andrzejem Anczutinem z týmu RWD, stavěn byl v dílnách Doświadczalne Warsztaty Lotnicze (Experimentální letecké dílny, DWL) a letoun měl být použit jako budoucí nástupce letadel R-XIII a R-VIII. Konstrukce tohoto letounu byla vyvinuta od října 1938 do ledna 1939. Současně byly vyvinuty tři různé konstrukce, které se lišily velikostí draku, vybaveností výzbrojí, zbraněmi a typy uvažovaných motorů. Verze I měla motory Argus As-10C s výkonem 177 kW (240 k), verze II Walter Minor 12 I-MR s 272 kW (370 k) a verze III PZL G-1620B Mors II (Vydra) s 316 kW (430 k) anebo Wasp Junior SB se stejným výkonem. Práce na projektu však 1.9.1939 zastavila válka. 
Dochovaný motor Walter Minor 12I-MR byl vystaven v Národním technickém muzeu v Praze a od roku 2015 je zapůjčen do Mladé Boleslavi, do leteckého muzea Metoděje Vlacha.

## Popis motoru
Dvoudílná kliková skříň byla odlita z hliníkové slitiny, ložiska klikového hřídele byla sevřena mezi obě poloviny klikové skříně a ty byly staženy dlouhými, průchozími šrouby. Šestkrát zalomený klikový hřídel z ocele Poldi L-Victrix Special 32 měl na předním konci přírubu s unašečem hnacího kola reduktoru. Hřídel byl uložen v sedmi kluzných ložiskách s ocelovými pánvemi, které byly vylity ložiskovým kovem.

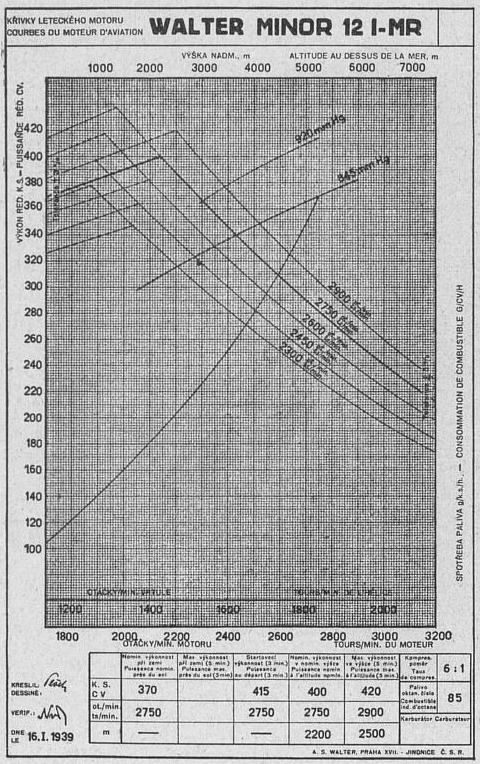
Walter Minor 12 I-MR (charakteristiky)

Z oceli Poldi L-Victrix Special 32 byly vykovány i ojnice H-průřezu. V pravé řadě válců byly hlavní ojnice, v levé části vedlejší ojnice, které byly připojeny k hlavám mateřských ojnic ocelovými čepy. Písty byly vykovány z hliníkové slitiny Hiduminium RR 59 (Rolls-Royce) a každý měl 3 těsnicí kroužky, 1 dvojitý stírací nad čepem a 1 jednoduchý u spodního okraje pístu. Ocelové válce s nitridovanými vnitřními plochami se opíraly přírubou o skříň a zasahovaly svými vnitřními konci hluboko do skříně. Na válce byly nasazeny žebrované hlavy ze slitiny hliníku a utěsněny mědi-azbestovým těsněním. Do hlav válců byla zalisována a zaválcována ventilová sedla. V každé hlavě byly dva ventily rozvodu OHV. Konce ventilových dříků byly opatřeny kalenými vložkami s cementovaným povrchem.  
Oběh oleje zajišťovalo trojité kolečkové, zubové čerpadlo. Skládalo se z jedné tlačné a dvou odčerpávacích pump. Za tlačnou pumpou byl lamelový čistič Auto-Klean. Dvojité zapalování s magnety Scintilla mělo stínění a samočinné řízení předstihu. Tak jako většina příslušenství a pohonů byla magneta umístěna na zadním víku klikové skříně. Zde byl i horizontální karburátor Zénith se samočinným výškovým korektorem a se samočinným obohacovačem paliva. Byl přímo připojen k vysokoobrátkovému kompresoru. Samotný kompresor byl uložen v třídílné skříni odlité z hořčíkové slitiny (elektron) a byl poháněn od zadního konce klikového hřídele. Satelitový reduktor Farman měl převod 3:2. Mimo dřevěných vrtulí bylo možné na drážkovaný konec hřídele nasadit kovové vrtule Hamilton Standard s listy nastavitelnými za letu popř. Hamilton Constant Speed s regulátorem konstantních otáček. Spouštění motoru bylo variantní, buď na ruční pohon (Eclipse 3H6) nebo ruční, setrvačníkové (Eclipse 16) anebo elektrické startérem (Eclipse F141).

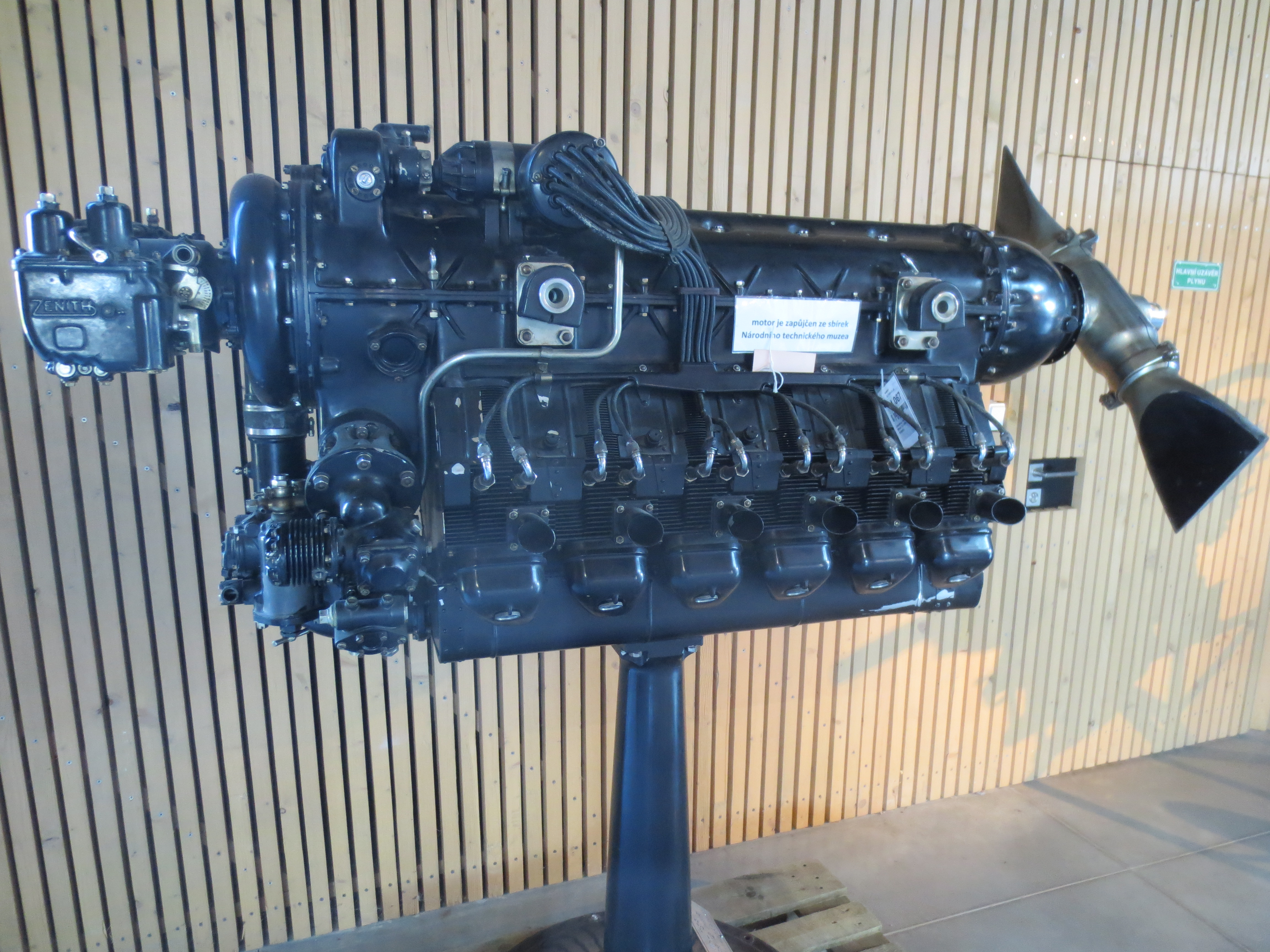
Walter Minor 12 I-MR (LM M.Vlacha)

## Hlavní technické údaje

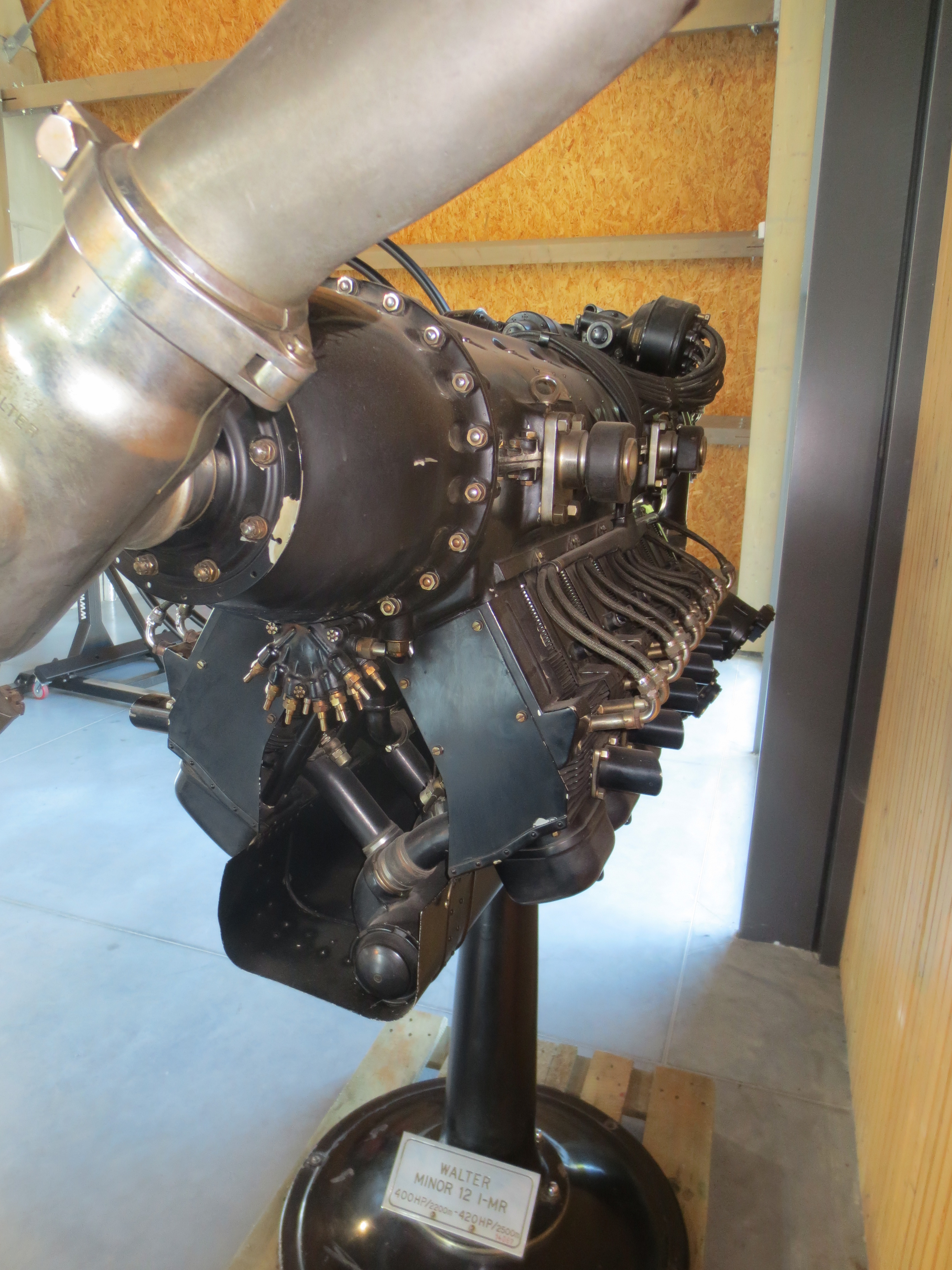
Walter Minor 12 I-MR čelní pohled zprava (LM M.Vlacha)

### Technické parametry
- Typ: vzduchem chlazený, pístový, invertní, letadlový řadový dvanáctiválec[1][7]
- Uspořádání válců: visuté ve dvou řadách do V v úhlu 60°
- Vrtání válce: 105 mm
- Zdvih pístu: 115 mm
- Celková plocha pístů: 1 039 cm²
- Zdvihový objem motoru: 11 949 cm³
- Kompresní poměr: 6,2:1
- Převod na vrtuli, redukční poměr: Farman, 3:2
- Převod na kompresor:
- Délka: 1925 mm
- Šířka: 510 mm
- Výška: 805 mm
- Hmotnost suchého motoru (tj. bez provozních náplní): 325 kg
- Vrtule: Hamilton s přestavitelnými listy za letu a drážkováním Hamilton E.C. No. 30
- Nominální otáčky vrtule: 1833 ot/min

### Součásti
- Ventilový rozvod: jeden sací a jeden výfukový ventil na válec, rozvod OHV
- Zapalování: 2 magneta Scintilla
- Startér: mechanický nebo elektrický spouštěč
- Příprava palivové směsi: karburátor Zénith
- Palivové čerpadlo:
- Požadavek na palivo: min. 85 oktanový letecký benzín
- Spotřeba paliva: 260–275 g·h−1·k−1 / 354–374 g·h−1·kW−1
- Mazací soustava: suchá kliková skříň, tlakové, oběžné (jedno tlakové čerpadlo a dvě čerpadla pro čištění oleje)
- Čerpadlo oleje:
- Spotřeba oleje: 5–12 g·h−1·k−1 / 7–16 g·h−1·kW−1
- Chladicí soustava: chlazení vzduchem

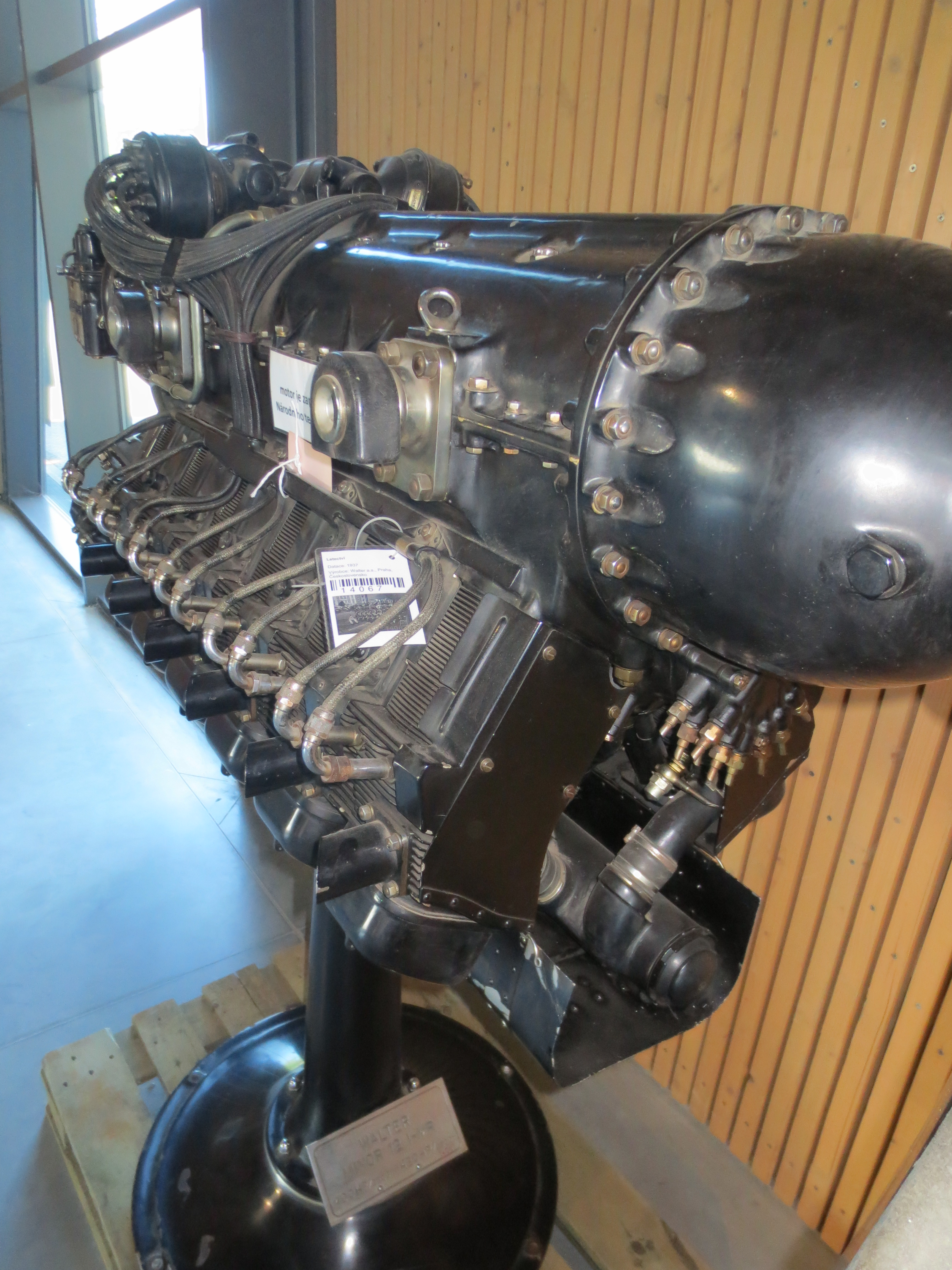
Walter Minor 12 I-MR, čelní pohled zleva (LM M.Vlacha)

### Výkony
- Nominální, jmenovitý výkon: 370 k (272 kW) při 2750 ot/min
- Vzletový, startovací výkon: 415 k (305 kW) při 2750 ot/min
- Maximální výkon ve výšce 2500 m: 420 k (309 kW) při 2900 ot/min
- Nominální výkon ve výšce 2200 m: 400 k (294 kW) při 2750 ot/min
- Maximální trvalý výkon ve výšce 2600 m: 340 k (250 kW)
- Specifický výkon (poměr max. výkonu k hmotnosti): 1,3 k/kg (0,9 kW/kg)
- Specifická hmotnost (při nom. a max. výkonu): 0,8–0,9 kg/k (0,6–0,7 kg/kW)
- Specifická objemová výkonnost: 35 k/l (26 kW/l)